# Läkeögontröst
Läkeögontröst (Euphrasia officinalis) är en snyltrotsväxtart. Läkeögontröst ingår i släktet ögontröster, och familjen snyltrotsväxter.

## Underarter
Arten delas in i följande underarter:
- E. o. anglica
- E. o. campestris
- E. o. kerneri
- E. o. monticola
- E. o. officinalis
- E. o. versicolor

## Bildgalleri

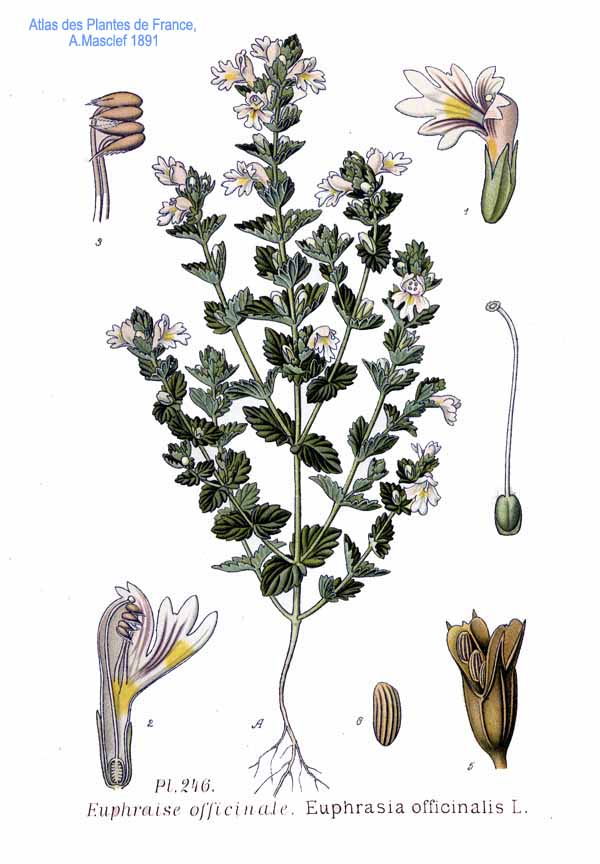
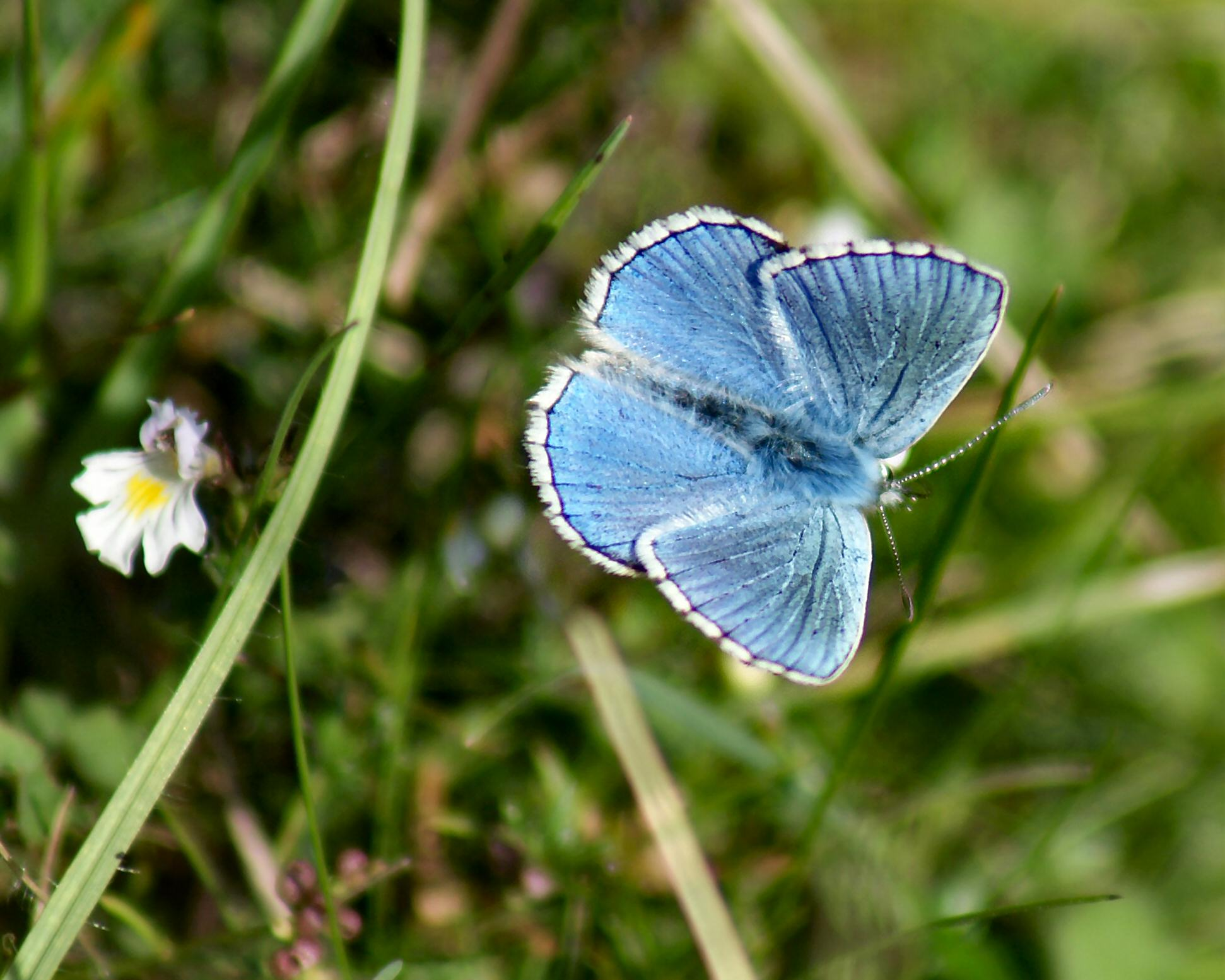
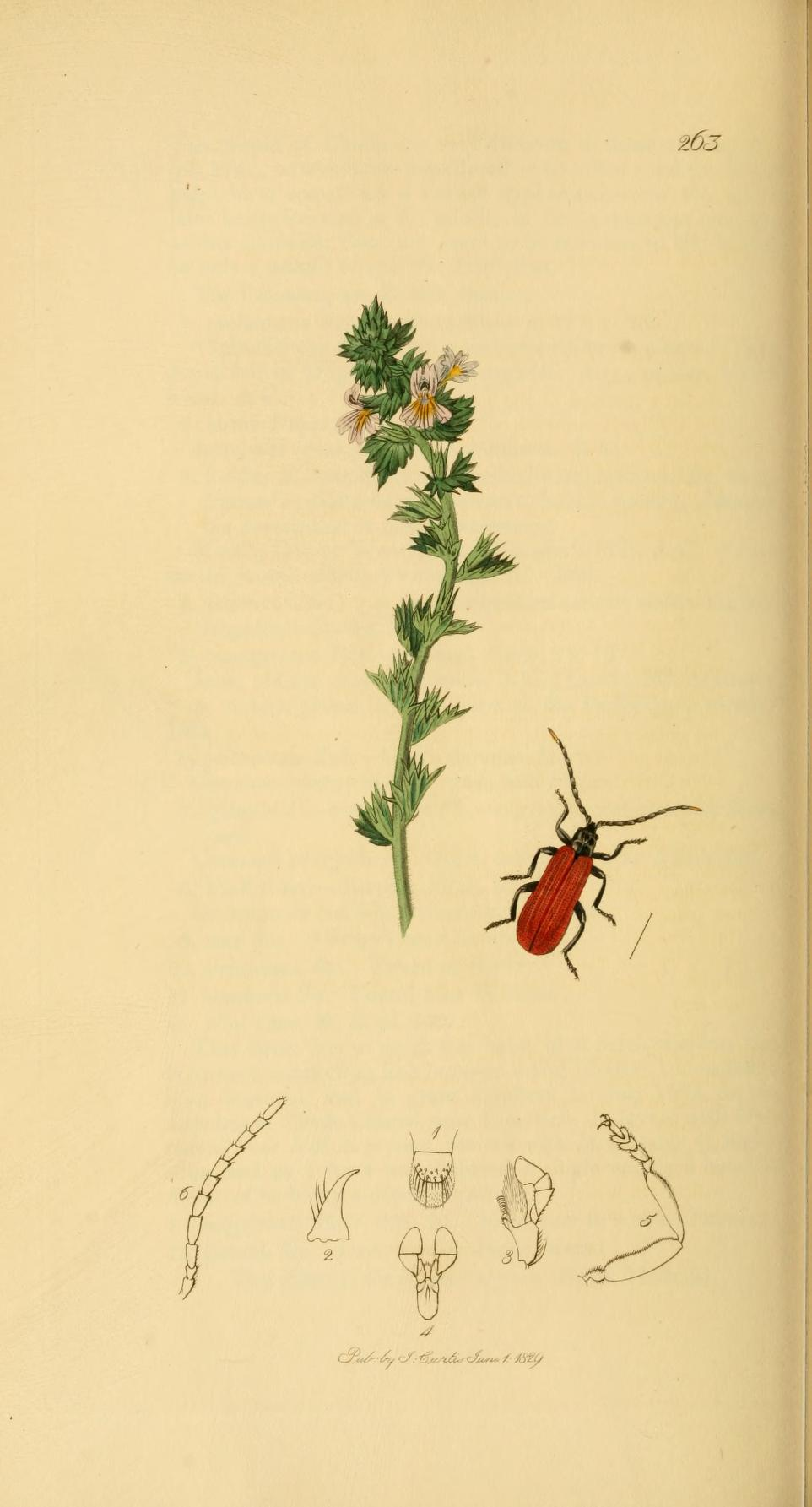
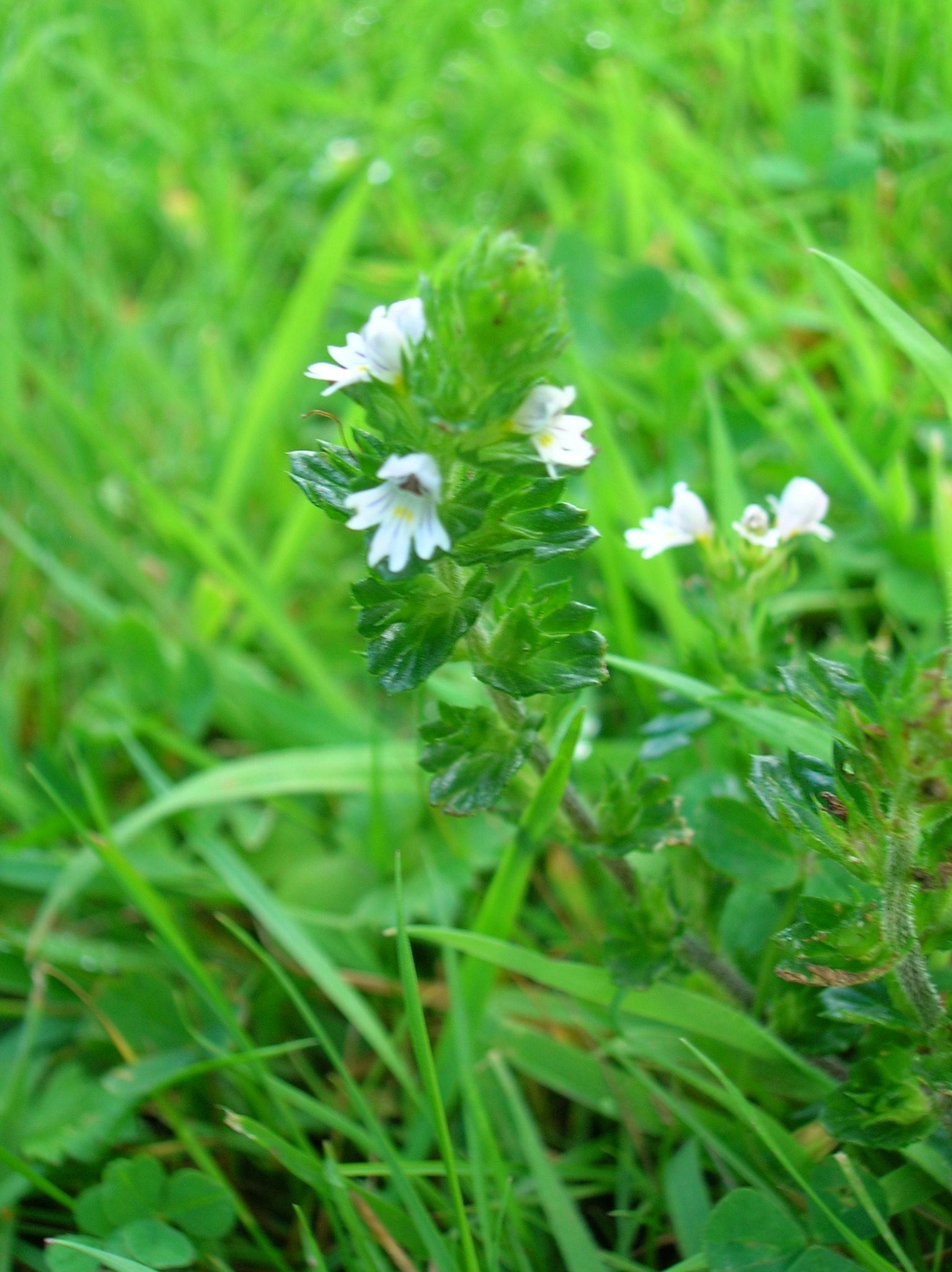
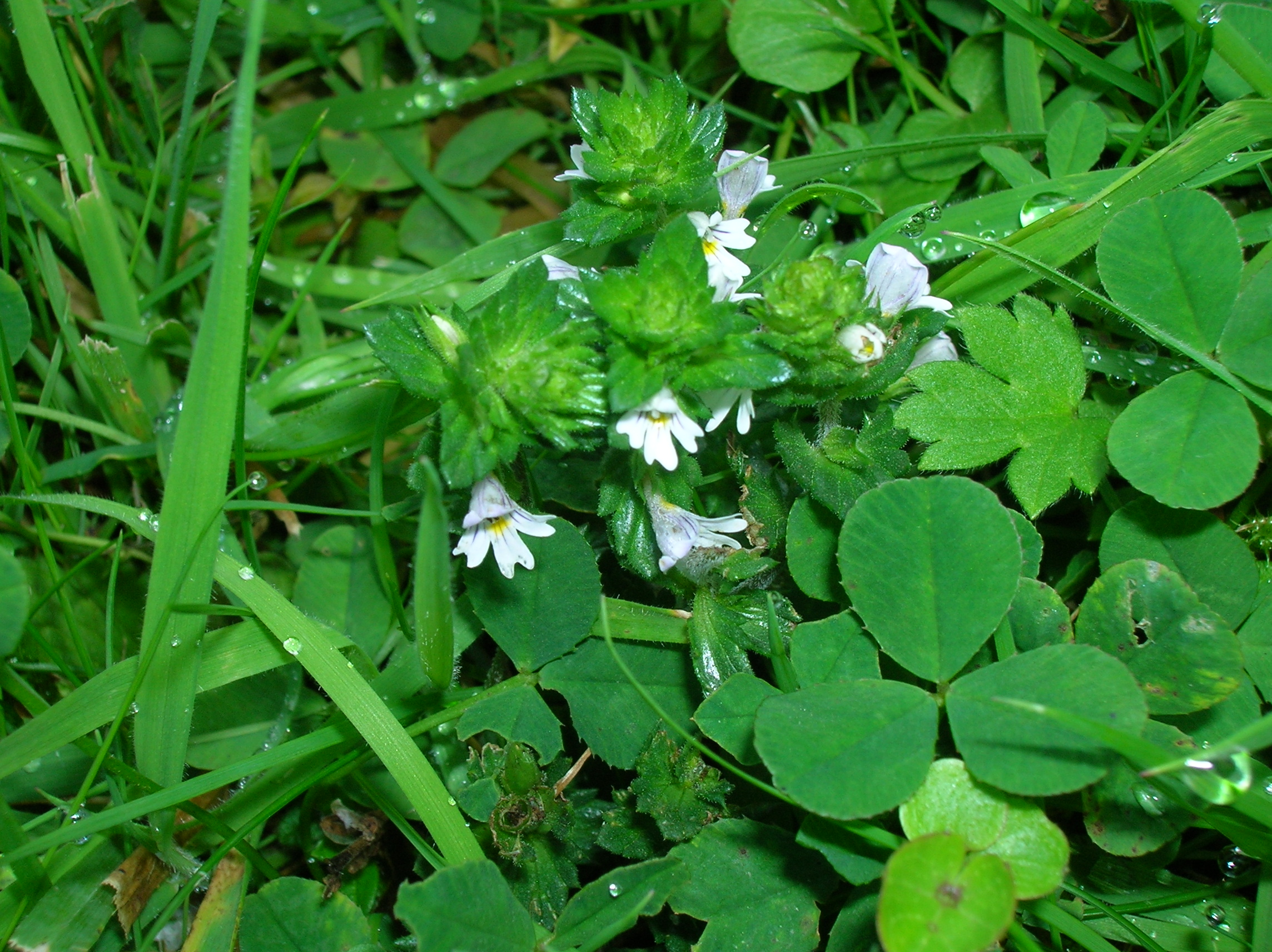
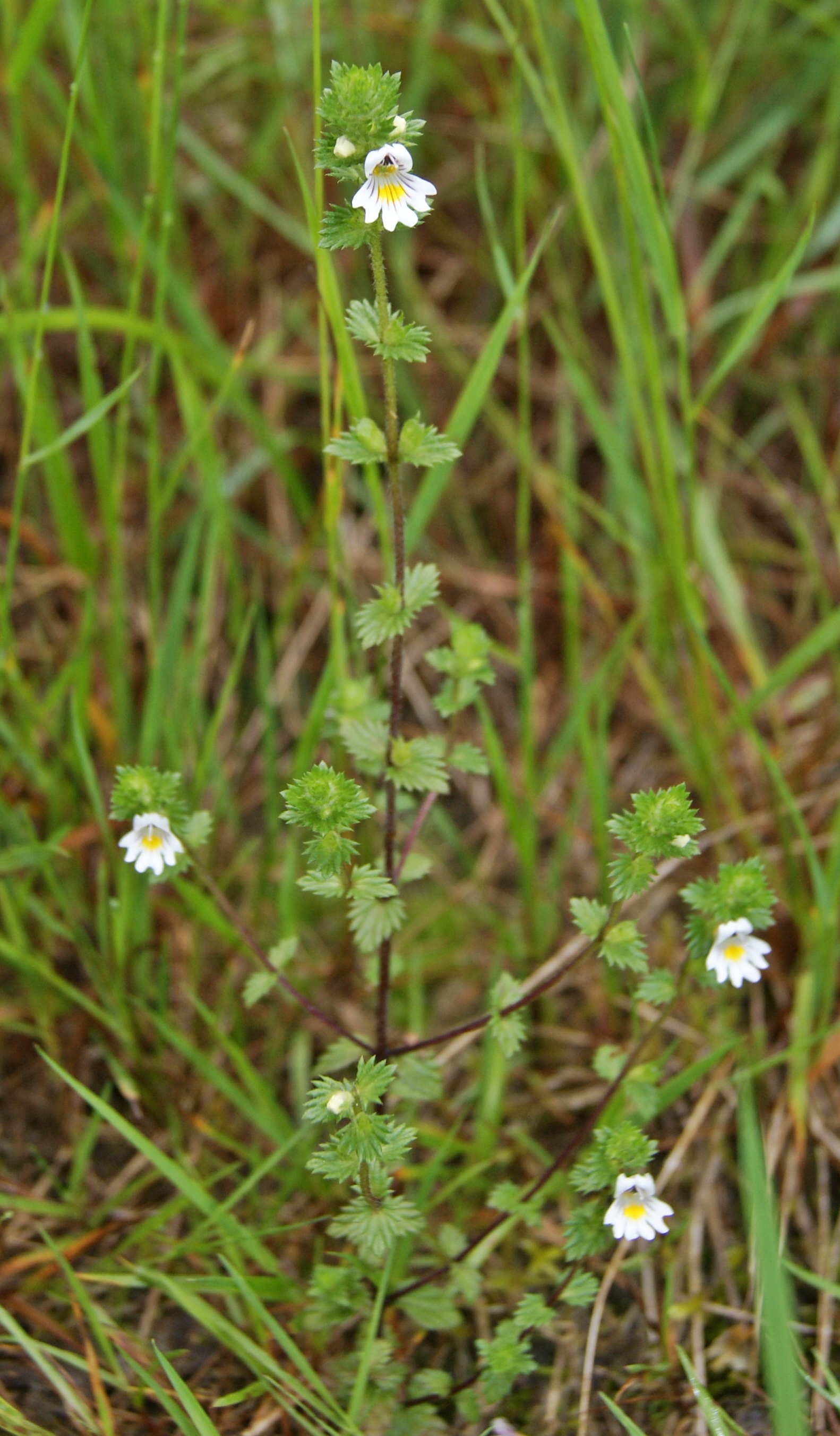